# MSN Dial-up
MSN Dial-up es un proveedor de servicios de Internet operado por Microsoft en los Estados Unidos y anteriormente también en varios países. Originalmente llamado The Microsoft Network, debutó como un servicio en línea propietario el 24 de agosto de 1995, para coincidir con el lanzamiento de Windows 95. En 1996 y 1997, una versión revisada basada en la web del ISP fue un experimento inicial de contenido multimedia interactivo en Internet.
Microsoft cambió el nombre del servicio MSN Internet Access en 1998, enfocando su marca principal "MSN" en su portal web del mismo nombre, MSN.com. Hoy en día, la compañía aún ofrece acceso telefónico a Internet con el nombre 'MSN Dial-up' para aquellos que no pueden acceder a banda ancha de alta velocidad. Durante varios años, MSN fue el segundo ISP de acceso telefónico más grande en los Estados Unidos detrás del líder AOL, pero muy pocas personas en los Estados Unidos todavía confían en el acceso telefónico.
Junto con el servicio de acceso telefónico, MSN proporciona a sus suscriptores una cuenta de correo electrónico para usar con Outlook y un software de seguridad como firewall y programas antivirus. También ofrece estas funciones adicionales como un servicio de suscripción independiente para usuarios de acceso a Internet de banda ancha denominado "MSN Premium".

## Historia

### The Microsoft Network
El concepto para MSN fue creado por Advanced Technology Group en Microsoft, encabezado por Nathan Myhrvold. MSN se concibió originalmente como un servicio en línea de acceso telefónico y un proveedor de contenido patentado como America Online o CompuServe. Luego, oficialmente conocida como 'The Microsoft Network', la versión 1.0 del servicio se lanzó junto con Windows 95 el 24 de agosto de 1995. 
La Red de Microsoft se presentó originalmente a través de una interfaz gráfica de usuario similar a una carpeta artificial integrada en el programa de administración de archivos del Explorador de Windows, con una página de inicio llamada "MSN Central". Las categorías en MSN aparecieron como carpetas en el sistema de archivos. La interfaz fue diseñada por Clement Mok y empleó gráficos de alto color.
MSN se incluyó en las instalaciones de Windows 95 y se promovió a través de Windows y otro software de Microsoft lanzado en ese momento. El servicio y la discusión sobre el producto se ofrecieron a través del servicio MSN, así como información como noticias y clima, capacidades básicas de correo electrónico, salas de chat y tableros de mensajes similares a los grupos de noticias. También ofreció acceso a Internet a través de Internet Explorer.
Hubo un debate en los medios sobre si MSN sería un "asesino de Internet", y algunas compañías cubrieron sus apuestas durante el primer año, creando contenido tanto en MSN como en la World Wide Web. Sin embargo, MSN se lanzó demasiado tarde para ser una amenaza real para la web. Siguiendo la "memoria interna de Internet de Tidal Wave" de Bill Gates, que volvió a enfocar a Microsoft para centrarse en Internet, MSN comenzó a mover su contenido a la web y se promovió más activamente como proveedor de servicios de Internet.
Tras el lanzamiento de MSN 2.0 en 1996, Microsoft cambió el nombre de su servicio en línea propietario original "MSN Classic". Microsoft finalmente cerró cualquier acceso restante al servicio MSN Classic en 1998.

### MSN 2.0
En 1996, en respuesta a la creciente relevancia y al rápido crecimiento de la World Wide Web, Microsoft creó una nueva versión de MSN, llamada "MSN 2.0", que combinaba el acceso a Internet con contenido multimedia basado en la web en un nuevo programa conocido como el 'Visor de programas de MSN. El servicio se promovió a suscriptores de MSN existentes a partir del 10 de octubre de 1996; El lanzamiento general siguió el 10 de diciembre de 1996. 
Microsoft promovió MSN 2.0 con una serie de anuncios y materiales promocionales que describen el servicio con la frase "Cada nuevo universo comienza con una gran explosión". La compañía ofreció el lanzamiento inicial del nuevo servicio MSN 2.0 en un CD-ROM que envió a los suscriptores de MSN en el otoño de 1996. Cuando se insertó, el CD-ROM se abrió al ambicioso y llamativo 'MSN Preview', un video interactivo. experiencia basada en que introdujo a los suscriptores actuales y potenciales a la nueva versión de MSN y describió las características del software MSN 2.0
La vista previa de MSN se filmó en el Teatro Paramount en Seattle y se formó como una visita guiada de un evento de estreno simulado para el nuevo MSN. Fue presentado por un ingenioso y sarcástico personaje llamado "Michael" que recibió a los espectadores fuera del teatro y luego los guio a través del teatro para conocer a otros personajes, cada uno de los cuales representaba uno de los canales de "On Stage" de MSN 2.0. Área, la plataforma principal para contenido multimedia interactivo en MSN 2.0. 
Un puñado de actores sin acreditar aparecieron en MSN Preview, incluida la entonces desconocida actriz Anna Faris, quién representó al 'Canal 5', que se describió como "medios, revistas, actitud"; fue dirigido a la generación X y miembros de edad universitaria. La vista previa también incluyó su propio bucle de música pop y jazz que se ejecutó durante el proceso de instalación.
Una vez instalado, los miembros accedieron al contenido de MSN a través del Visor de programas de MSN, que era esencialmente una interfaz animada, estilizada y optimizada en la parte superior de un navegador web Internet Explorer 3.0. Cuando los miembros se registraron, se les presentaría con varios 'Canales' diferentes, que eran categorías para los distintos tipos de contenido disponibles en MSN. 
Estos canales incluyeron nuevos servicios que se lanzaron en 1996, como msnbc.com, un sitio web de noticias ahora conocido como NBCNews que comenzó como una asociación entre Microsoft y NBC. Una revista en línea enfocada en política y eventos actuales. Ambos sitios web estaban disponibles para todos los usuarios de Internet y todavía existen en la actualidad, aunque ya no son propiedad de Microsoft. También se integró en MSN 2.0 poco después de su lanzamiento, la popular Zona de juegos de Internet de Microsoft, que luego se convirtió en MSN Games.
El contenido multimedia interactivo se presentó en un formato similar a un televisor, denominado MSN shows, como parte de la sección "En el escenario". Los numerosos programas y sitios incluyeron un programa de juegos nocturno interactivo en línea llamado "Netwits", un sitio web de mala calidad que aborda los problemas de las mujeres llamado "UnderWire", y una entrevista habitual de celebridades y una sesión de navegación por Internet llamada "One Click Away".
Estos nuevos destinos complementaron otros servicios basados en la web de Microsoft, como CarPoint y Expedia, que fueron calificados dentro de MSN como 'Essentials'. Una sección adicional de 'Comunicarse' se basó en el correo electrónico, las salas de chat (que se llamaron MSN Chat y se trasladaron al protocolo IRC estándar) y los grupos de noticias (que se trasladaron a Usenet desde una arquitectura propietaria), mientras que se dedicó una sección 'Buscar' a la búsqueda de contenidos de MSN y al resto de internet; También proporcionó un calendario de próximos eventos y nuevos espectáculos en MSN.
El nuevo contenido hizo un uso extensivo de las funciones multimedia e interactivas, incluyendo VBScript y las primeras implementaciones de Macromedia Shockwave Flash (originalmente llamado 'FutureSplash') para animaciones.
Si bien el enfoque de MSN muestra fue único e innovador, el contenido no era fácilmente accesible para los miembros con computadoras de gama baja y conexiones de acceso telefónico más lentas. El acceso a Internet de alta velocidad no estaba disponible en ese momento, y algunos usuarios se suscribieron a planes mensuales de acceso telefónico que limitaban la cantidad de horas durante las cuales se les permitía acceder al servicio. El software MSN 2.0 también era inestable y, a menudo, se cerraba inesperadamente.

### MSN 2.5
En 1997, después de abandonar el formato multimedia interactivo, el servicio de MSN fue nuevamente enfocado, esta vez como un servicio de acceso a Internet más tradicional. Con el lanzamiento de MSN 2.5 (código denominado 'Metro' y, en ocasiones, en los materiales de marketing como 'MSN Premier') a finales de 1997, a través de MSN Program Viewer aún se ofrecía contenido exclusivo de la marca MSN, pero el servicio se dirigió principalmente a los miembros sitios web tradicionales basados en texto que cualquier persona en Internet podría acceder, en lugar de espectáculos interactivos.
A partir de MSN 2.5, el servicio de correo electrónico para miembros de MSN se trasladó de un entorno de Microsoft Exchange propietario que alimentaba el correo electrónico tanto para MSN Classic como para MSN 2.0, a los protocolos estándar POP3 y SMTP a los que se podía acceder a través de cualquier programa de correo electrónico de Internet, incluido el correo de Internet de Microsoft y Noticias, que se convirtió en Outlook Express con la introducción de Internet Explorer 4.0. MSN también lanzó 'Friends Online', un predecesor del servicio MSN Messenger que permitió a los miembros agregarse entre sí como amigos, ver la presencia en línea de cada uno y enviar mensajes instantáneos entre sí. Acompañando al Visor de programas de MSN en MSN 2.5 estaba el 'Lanzamiento rápido de MSN', un icono dentro del área de notificación de Windows. Al igual que el Visor de programas de MSN en MSN 2.0, el menú de Inicio rápido de MSN podría actualizarse dinámicamente para guiar a los miembros a contenidos y servicios de MSN actualizados.

### MSN 2.6 y 5.0
Con el lanzamiento de MSN 2.6 en 1998, Microsoft cambió el nombre del servicio 'MSN Internet Access', y el Visor de programas de MSN se abandonó por completo a favor del Internet Explorer más familiar. Otra versión nueva del servicio, MSN Internet Access 5.0, fue lanzada junto con Internet Explorer 5.0 en 1999. MSN 5.0 era en gran parte idéntica a MSN 2.6, además de ofrecer la versión más nueva del navegador.
También en 1998, Microsoft relanzó su portal web Microsoft Internet Start como MSN.com y comenzó a centrarse en ofrecer servicios bajo la marca "MSN" a usuarios de otros proveedores de servicios de Internet. Sobre la base del éxito del servicio de correo electrónico basado en la web de MSN, Hotmail (que fue adquirido por Microsoft en diciembre de 1997), el servicio de mensajería instantánea MSN Messenger se lanzó en 1999. A diferencia del servicio "Amigos en línea" incluido en MSN 2.5, se requería una La membresía de MSN, cualquiera que tenga una cuenta gratuita de Microsoft Passport o Hotmail podría usar MSN Messenger.

## MSN Explorer
Con el lanzamiento de Windows XP en 2001 (que también incluía Internet Explorer 6.0), Microsoft comenzó a ofrecer contenido para los suscriptores de MSN Internet Access a través de un programa llamado MSN Explorer. Este programa es similar al anterior MSN Program Viewer, ya que proporciona acceso a los sitios web de MSN, correo electrónico, mensajería instantánea y otro contenido en la parte superior de un navegador web (un shell de Internet Explorer) basado en el motor de diseño Trident. MSN Explorer es similar a AOL Desktop, que también tiene un cliente de correo electrónico incorporado y proporciona acceso al contenido para los miembros de AOL.
Tras la transición a MSN Explorer, el correo electrónico para los miembros de MSN se integró en la arquitectura de Hotmail de Microsoft y se podía acceder a él desde la web de la misma forma que cualquier otra cuenta de Hotmail. MSN Explorer proporcionó una interfaz de usuario para navegar en la bandeja de entrada y las carpetas de correo electrónico de msn.com, también conocida como 'MSN Mail', hasta la migración de Hotmail a la marca Windows Live. Los suscriptores de MSN se actualizaron a la versión estándar de Hotmail en 2008, pero con capacidad de almacenamiento adicional en comparación con los usuarios gratuitos de Hotmail. Microsoft eliminó Hotmail y lo reemplazó con Outlook.com en 2013, pero los suscriptores de MSN aún reciben las direcciones de correo electrónico de msn.com para usar con el servicio sin publicidad. Los miembros anteriores pueden seguir usando esas direcciones con Outlook.com después de finalizar sus suscripciones.